# لاسووکا
لاسووکا (به لاتین: Lasówka) یک روستا در لهستان است که در گمینا بستژتسا کووزکا واقع شده‌است. لاسووکا ۱۰۰ نفر جمعیت دارد و ۷۳۰ متر بالاتر از سطح دریا واقع شده‌است.